# Cratere Bassi
Bassi  è un cratere sulla superficie di Venere. Deve il suo nome a Laura Bassi, biologa e matematica italiana del XVIII secolo.